# Naturschutzgebiet Sanderoth
Das Naturschutzgebiet Sanderoth ist ein Naturschutzgebiet im Dortmunder Stadtbezirk Scharnhorst zwischen Alt-Scharnhorst und Hostedde. Es umfasst 23,6 Hektar. Das Naturschutzgebiet „Sanderoth“ wurde mit der ersten Änderung zum Landschaftsplan Dortmund-Nord am 2. September 2005 festgesetzt.

## Beschreibung
Das Naturschutzgebiet umfasst Teile des Sanderothwaldes, eines Eichenwaldes mit angrenzendem Feuchtbiotop sowie umgebende Ackerflächen. Der Eichenwald wird durch Hainbuchen, Pappeln, Rotbuchen und Traubenkirschen aufgelockert. Die untere Vegetationsschicht bilden Brombeeren, Wald-Flattergras und Brennnesseln. Der südliche Teil des Naturschutzgebietes beinhaltet feuchte Bereiche. Hier wachsen Goldrute, Sumpf-Vergissmeinnicht, Röhrichte, Ufer-Wolfstrapp, Wasserminze und Wasserdost. Im Süden grenzt ein Lärmschutzwall das Gebiet ab. Dieser dient dazu, den Explosionslärm der im Sanderothwald befindlichen Versuchsstrecke für den Bergbau – hier werden Schlagwetterexplosionen simuliert – von den Anwohnern fernzuhalten. Dieser Versuchsbereich hat dazu geführt, dass das Gebiet die letzten Jahre kaum betreten wurde. Mittlerweile jedoch führen Wander- und Radwege durch das Naturschutzgebiet.

## Schutzziele
Wichtigstes Schutzziel ist der Erhalt der strukturreichen, siedlungsnahen Eichenmischwaldinsel als Trittsteinbiotop in unmittelbarer Siedlungsnähe. Für die Ackerflächen gibt es ein ökologisches Entwicklungskonzept.